# AsRock
ASRock Inc. es una empresa tecnológica dedicada a la fabricación de placas base, ordenadores industriales y HTPC, con sede en Taiwán y presidida por Ted Hsu. Se creó en 2002 y actualmente es propiedad de Pegatron Corporation.

## Historia
ASRock se escindió inicialmente de Asus en el año 2002 con el fin de competir con compañías como Foxconn en el mercado de productos OEM. Desde entonces, ASRock también ha cobrado fuerza en el sector “DIY” (Do it yourself - “hazlo tu mismo”) y los planes para el ascenso de la empresa se iniciaron en 2007 tras una exitosa Oferta Pública de Acciones en la Bolsa de Valores de Taiwán  Taiwan Stock Exchange.
ASRock vendió ocho millones de placas base en 2011, en comparación con ECS y MSI que vendieron siete millones cada uno. Las cifras, que se citan en DigiTimes, ponen a ASRock en el tercer lugar detrás de Asustek y Gigabyte.

## Productos y servicio
Además de placas base, los ordenadores mini-PC de sobremesa. En 2012, ASRock ha entrado en el Mercado de PC Industriales y placas base de servidor y se espera tener unos grandes éxitos en el futuro.

## Cobertura del mercado
ASRock es la marca de placas base Top 3 del mundo y su canal de distribución son las tiendas de electrónica, tiendas de PC, retailers y tiendas en línea. Las principales regiones de ventas de 2011 fueron Europa con un 37,68%, América Central y América del Sur representaron el 21,13%, Asia Pacífico constituyó el 40,95% y otros mercados representaron solo el 0,24%. En su conjunto, ASRock representó una gran proporción de ventas en Asia y Europa en términos de rendimiento general.

## Análisis del Mercado
De acuerdo con el informe anual de Digitimes 2011, ASRock se esfuerza por construir su propia marca y ha estado creciendo muy rápidamente en los últimos años. Ahora, ASRock es una de las marcas de placas base top 3 durante 2 años. El rendimiento de ASRock global ha atraído gradualmente gran atención en todo el mundo.